# Campeonato Piauiense de Futebol de 2015
O Campeonato Piauiense de Futebol de 2015 foi a 75ª edição principal do campeonato estadual do Piauí, cujo nome oficial não é Piauiense Chevrolet 2015 por falta de um patrocínio master. A competição premiou o campeão (Ríver) com uma vaga para a Copa do Brasil de 2016 e duas vagas (campeão e vice) para a Copa do Nordeste de 2016. O campeão ainda tem o direito de participar da Série D do Brasileiro de 2015. O torneio foi organizado pela Federação de Futebol do Piauí (FFP) que vai ocorrer o início em 14 de março e final em 31 de maio.

## Fórmula de disputa
O Campeonato Piauiense de 2015 foi dividido em dois turnos: Taça Estado do Piauí e Taça Cidade de Teresina. Os quatro primeiros de cada turno fizeram a semifinal para disputar cada taça. 
As fases semifinal e final foram disputadas em jogo único, com direito a prorrogação em caso de empate, na qual o clube mandante jogaria pelo empate. As semifinais foram disputadas no sistema 1º x 4º e 2º x 3º. Os campeões de cada turno se enfrentaram na grande final, em dois jogos. Se o mesmo clube vencesse os dois turnos, ele seria declarado campeão piauiense.
O campeão piauiense 2015 tem vaga garantida na Copa do Brasil de 2016, sendo o representante do Estado do Piauí na Série D de 2015 e participando, junto com o vice-campeão, da Copa do Nordeste de 2016.

### Critérios de desempate
O desempate entre duas ou mais equipes segue a ordem definida abaixo:
1. Maior número de vitórias;
2. Maior diferença de gols;
3. Maior número de gols marcados;
4. Maior número de pontos ganhos no "confronto direto";
5. Maior saldo de gols no "confronto direto";
6. Maior número de gols marcados no "confronto direto";
7. Sorteio Público na sede da entidade.